# Oxymegaspis schultzei
Oxymegaspis schultzei är en insektsart som först beskrevs av Schmidt 1931.  Oxymegaspis schultzei ingår i släktet Oxymegaspis och familjen spottstritar. Inga underarter finns listade i Catalogue of Life.